# Armissan
Armissan település Franciaországban, Aude megyében. Lakosainak száma 1474 fő (2022. január 1.). Armissan Narbonne és Vinassan községekkel határos.

## Népesség
A település népességének változása:
| Lakosok száma | 713  | 935  | 1252 | 1469 | 1544 | 1529 | 1520 | 1513 | 1495 | 1474 |
|               | 1968 | 1982 | 1990 | 2006 | 2013 | 2015 | 2017 | 2019 | 2020 | 2022 |